# 22038 Margarshain
22038 Margarshain este un asteroid din centura principală de asteroizi.

## Descriere
22038 Margarshain este un asteroid din centura principală de asteroizi. A fost descoperit pe 12 decembrie 1999 la Socorro, New Mexico, în cadrul proiectului LINEAR. Asteroidul prezintă o orbită caracterizată de o semiaxă mare de 2,24 ua, o excentricitate de 0,12 și o înclinație de 5,9° în raport cu ecliptica.